# Kleren maken de vrouw
Kleren maken de vrouw is het eerste boek dat verscheen van Hella Haase. Ze schreef in opdracht van de reeks Carrière boeken een verhaal dat een inkijkje bood in de opleiding van het modetekenen. In 2013 verscheen er een tweede druk.

## Hoofdpersonen
De twee hoofdpersonen zijn:
- Reina van Holten. Ze woont op een etage samen met haar vriendin Abbie van 19 aan Het Singel te Amsterdam. Na een mislukte studie kunstgeschiedenis probeert de 21-jarige wees een nieuwe richting in te slaan. Ze gaat een mode-opleiding doen.
- Harriët Henders. Ze woont met haar rijke ouders in een villa in Amsterdam en is tweedejaars aan de tekenopleiding van Studio Alexander in dezelfde stad.

## Invalshoek van de lezer
Het grootste deel van het boek vertelt Reina. Harriët vertelt haar relaas van haar vlucht uit Amsterdam naar Den Haag.

## Datering  van de gebeurtenissen
Een tijdschrift Harper's Bazaar  in de wachtkamer van een tandarts uit 1938 wekt de suggestie dat het verhaal zich afspeelt van 1938 tot de zomer van 1939. Na 1940 had dit exemplaar de Duitse bezetting niet lang overleefd. De auteur kwam zelf in 1938 naar Amsterdam om Scandinavische taal- en letterkunde te gaan studeren vanuit Nederlands-Indië.

## Verhaal
Omdat Reina graag kleren ontwerp maakt ze desgevraagd een fraaie jurk voor Marga Roode, die op een duur feest veel opzien baart. Ze komt zo onder de aandacht van twee dames op leeftijd. Een van hen besluit haar opleiding tot modetekenaar te betalen. Deze mevrouw Z. Rantburg-van Edelhof woont op het familielandgoed. In de loop van het verhaal houden ze contact en in de kerstvakantie maken zij en Abbie tijdens een logeerpartij op het landgoed kennis met haar kleinkinderen, die van hun leeftijd zijn.
Reina gaat daadwerkelijk modetekenen bij Studio Alexander, waar de gelijknamige directeur de scepter zwaait. Er ontstaat een felle rivaliteit tussen Reina en Harriët. Uiteindelijk worden de twee alsnog vriendinnen, nadat Reina haar rivale bij toeval uit een escortservice avontuur in Den Haag weet te halen.